# 22. Jahrhundert
Portal Geschichte | Portal Biografien | Aktuelle Ereignisse | Jahreskalender | Tagesartikel

◄ |
20. Jh. |
21. Jh. |
22. Jahrhundert
 
 
 

Das 22. Jahrhundert wird die Jahre 2101 bis 2200 des gregorianischen Kalenders umfassen.

## Voraussagen
Stand 2024 sind keine realistischen Voraussagen zu politischen oder sozialen Zuständen im 22. Jahrhundert möglich.

### Astronomische Voraussagen für das 22. Jahrhundert
- Es wird 238-mal eine Mondfinsternis geben.[1]
- 25. Juni 2150: Totale, siebenminütige Sonnenfinsternis, das erste Mal seit 177 Jahren, die letzte war am 30. Juni 1973. Diesmal wird sie sich nach einer kürzeren Zeit  am 5. Juli 2168 wiederholen[2]. Es wird 7 Minuten und 26 Sekunden Finsternis herrschen, so wie es am 16. Juli 2186 7 Minuten und 29 Sekunden dunkel sein wird, was an das theoretische Maximum grenzt.[3] Sie soll die längste Sonnenfinsternis in den 8000 Jahren von 3000 vor Christus bis 5000 nach Christus (Voraussagung von Fred Espenak) sein. Alle drei Sonnenfinsternisse sind Teil der Sarosperiode 139.
- Im August 2113: Pluto erreicht zum ersten Mal seit seiner Entdeckung seinen sonnenfernsten Punkt.
- 11. Dezember 2117: Venustransit.
- 2123: Dreifache Konjunktion von Mars und Jupiter.
- 14. September 2123: Um 15:28 UTC wird Venus Jupiter verdecken.
- 8. Dezember 2125: Venustransit.
- 29. Juli 2126: Um 16:08 UTC wird Merkur Mars verdecken.
- 10. März 2130: Um 07:32 UTC wird die Sonne den Massenmittelpunkt des Sonnensystems erreichen.
- 3. Dezember 2133: Um 14:14 UTC wird Merkur Venus verdecken.
- 2134: Komet Halley wird ins innere Sonnensystem zurückkehren.
- 7. Oktober 2135: Totale Sonnenfinsternis über Norddeutschland, Bremen und Teile Hamburgs werden im Kernschatten liegen.
- 25. Mai 2142: Totale Sonnenfinsternis, in Deutschland vom Ruhrgebiet aus sichtbar.
- 2148: Dreifache Konjunktion von Mars und Saturn.
- 14. Juni 2151: Totale Sonnenfinsternis, in Deutschland von Baden-Württemberg aus sichtbar.
- 2169–2199: Mit einer geschätzten Wahrscheinlichkeit von 0,07 % könnte der Apolloasteroid (101955) Bennu die Erde treffen.
- 2170: Dreifache Konjunktion von Mars und Jupiter.
- 2185: Dreifache Konjunktion von Mars und Saturn.
- 2187: Dreifache Konjunktion von Mars und Saturn.
- 2. September 2197: Venus verdeckt Spica. Das letzte Mal passierte dies am 10. November 1783.
- 24. Dezember 2197: Der Mond wird Neptun verdecken.
- 14. April 2200: Totale Sonnenfinsternis in Deutschland, Kernschatten zieht über Bremen und Berlin.

## Kulturelle Referenzen
Im 22. Jahrhundert spielen folgende Werke: